# Monk Soham
Monk Soham est un village et une paroisse civile du Suffolk, en Angleterre.